# 大韓民國憲政會
大韓民國憲政會（：／），是一個由前國會議員組成的社團法人組織。
其前身為1968年成立的國會議員協會，1979年登記為社團法人。1989年改為現名。以1991年制定公布的《憲政會育成法》來支付其營運所需的經費。
現任會長為辛卿植。

## 外部連結
- 官方網站 （页面存档备份，存于）
- 역대회장 및 대별친목회회장（页面存档备份，存于）